# Lubomir Lubenow
Lubomir Jordanow Lubenow (bułg. Любомир Йорданов Любенов, ur. 25 sierpnia 1980 w Sofii) – bułgarski piłkarz występujący na pozycji pomocnika.

## Kariera klubowa
Swoją profesjonalną karierę rozpoczął w Wenecu Oreszec. Później występował w Słynczewie briagu Nesebyr, Spartaku Plewen, CSKA Sofia, Marku Dupnica, Lewskim Sofia z którym zdobył Puchar Bułgarii, Rodopie Smolan, Liteksie Łowecz, Neftochmiku Burgas, Czernomorcu Burgas.
W rundzie wiosennej sezonu 2008/2009 podpisał kontrakt z Arką Gdynia. Latem 2009 roku związał się nową, roczną umową z opcją przedłużenia.